# Vixniakivka
Vixniakivka (en (ucraïnès): Вишняківка) és un poble de la República Autònoma de Crimea a Ucraïna, que el 2014 tenia 308 habitants. Pertany al districte de Krasnogvardiiske.